# La Motte-Ternant
 La Motte-Ternant  là một xã ở tỉnh Côte-d'Or trong vùng Bourgogne-Franche-Comté, phía đông nước Pháp. Khu vực này có độ cao trung bình 350 mét trên mực nước biển.